# Cărășeu
Cărășeu (węg. Szamoskóród) – wieś w Rumunii, w okręgu Satu Mare, w gminie Culciu. W 2011 roku liczyła 1071 mieszkańców. 